# Ana Luisa Flôr Moura
Ana Luisa Flôr Moura (* 21. Januar 1986 in Funchal) ist eine portugiesische Badmintonspielerin.

## Karriere
Ana Moura gewann 2004 und 2005 fünf nationale Juniorentitel. 2007 siegte sie bei den Iran Fajr International und den Algeria International. 2008 erkämpfte sie sich den Titel bei den Kenya International. Im gleichen Jahr nahm sie an den Olympischen Spielen teil und wurde 33. im Dameneinzel.

## Sportliche Erfolge
| Saison | Veranstaltung                                | Disziplin   | Platz | Name                                 |
| ------ | -------------------------------------------- | ----------- | ----- | ------------------------------------ |
| 2004   | Portugal: Einzelmeisterschaften der Junioren | Dameneinzel | 1     | Ana Moura                            |
| 2004   | Portugal: Einzelmeisterschaften der Junioren | Damendoppel | 1     | Alice Silva / Ana Moura              |
| 2005   | Portugal: Einzelmeisterschaften der Junioren | Mixed       | 1     | Alexandre Paixão / Ana Moura         |
| 2005   | Portugal: Einzelmeisterschaften der Junioren | Dameneinzel | 1     | Ana Moura                            |
| 2005   | Portugal: Einzelmeisterschaften der Junioren | Damendoppel | 1     | Ana Moura / Sara Gonçalves           |
| 2007   | Algeria International                        | Dameneinzel | 1     | Ana Moura                            |
| 2007   | Iran Fajr International                      | Dameneinzel | 1     | Ana Moura                            |
| 2007   | Mauritius International                      | Damendoppel | 1     | Maja Tvrdy / Ana Moura               |
| 2008   | Kenya International                          | Dameneinzel | 1     | Ana Moura                            |
| 2008   | Olympia                                      | Dameneinzel | 33    | Ana Moura                            |
| 2009   | Portugal: Einzelmeisterschaften              | Dameneinzel | 4     | Ana Moura                            |
| 2010   | Portugal: Einzelmeisterschaften              | Damendoppel | 1     | Ana Reis / Ana Moura                 |
| 2012   | Portugal: Einzelmeisterschaften              | Mixed       | 1     | Pedro Martins / Ana Moura            |
| 2013   | Portugal: Einzelmeisterschaften              | Mixed       | 1     | Pedro Martins / Ana Luisa Flôr Moura |
| 2013   | Portugal: Einzelmeisterschaften              | Damendoppel | 1     | Telma Santos / Ana Luisa Flôr Moura  |
| 2014   | Portugal: Einzelmeisterschaften              | Damendoppel | 1     | Ana Moura / Sofia Setim              |